# The Lodger
The Lodger (The Lodger: A Story of the London Fog) és una pel·lícula muda de 1927 dirigida per Alfred Hitchcock. És la tercera pel·lícula dirigida per ell, i està basada en la novel·la homònima de Marie Belloc Lowndes i en la peça teatral Who Is He? coescrita amb Belloc Lowndes, sobre els assassinats comesos per Jack l'Esbudellador. Aquest és el primer film del britànic en el qual ell realitza els seus després clàssics cameos. Segons els crítics (i el mateix Hitchcock) aquesta és la primera pel·lícula hitchcockiana.

## Argument
Compta la història de les injustes sospites que recauen sobre un estranger que visita Londres coincidint amb uns tràgics assassinats de dones, totes rosses, que un assassí en sèrie conegut com El venjador està duent a terme.

## Repartiment
- Marie Ault: la propietària
- Arthur Chesney: el seu marit
- June: Daisy, la seva filla
- Ivor Novello: el llogater
- Malcolm Keen: Joe, detectiu de policia

## Antecedents de l'obra
El text escrit per Marie Belloc Lownes va ser publicat en 1911, i va configurar la inicial obra de ficció que va tenir per tema de fons les aventures de l'assassí en sèrie conegut com a "Jack l'Esbudellador".
La trama al·ludia a una parella de vells arrendadors que van llogar una habitació a un jove estudiant d'aparença amable i inofensiva. No obstant això i a cap de poc temps, els propietaris advertirien que el seu inquilí exhibia costums estranys i que arribava a hores tardanes de la nit sense donar explicacions raonables, mentre al seu voltant se succeïen misteriosos assassinats de dones.
Segons el relat, l'estudiant de veterinària sospitós de ser el criminal havia perdut de forma definitiva la seva raó una vegada perpetrat l'homicidi de Mary Jane Kelly (9 de novembre de 1888). Els seus pares posteriorment van venir a buscar-lo a Londres i el van traslladar a la localitat balneària de Bournemouth, de la qual eren oriünds. Allà el jove va acabar reclòs en un hospital psiquiàtric.
L'autora va assenyalar a la premsa que la font d'inspiració l'havia extret d'un relat que havia sentit per casualitat i on, a manera de llegenda urbana, es propagava aquesta versió.
També es va insistir que el generador del rumor va ser el pintor impressionista Walter Richard Sickert. Aquest artista solia repetir aquesta anècdota en les reunions socials a les quals acudia, i pretenia haver-se allotjat en la mateixa pensió on va viure el sospitós i haver-se assabentat del cas per boca dels vells arrendadors.
Walter Sickert va ser considerat, al seu torn, sospitós de ser el veritable assassí de Whitechapel per escriptors posteriors, destacant l'assaig "Retrat d'un assassí: Jack l'Esbudellador, Cas Tancat" de la popular autora d'obres policíaques Patricia Cornwell.